# Gunung Singgah Mata (berg i Indonesien, lat 4,83, long 96,05)
Gunung Singgah Mata är ett berg i Indonesien.   Det ligger i provinsen Aceh, i den västra delen av landet, 1 700 km nordväst om huvudstaden Jakarta. Toppen på Gunung Singgah Mata är 550 meter över havet, eller 221 meter över den omgivande terrängen. Bredden vid basen är 4,0 km.
Terrängen runt Gunung Singgah Mata är kuperad. Trakten runt Gunung Singgah Mata är nära nog obefolkad, med mindre än två invånare per kvadratkilometer. I omgivningarna runt Gunung Singgah Mata växer i huvudsak städsegrön lövskog.